# Livtag
|  | Denne artikel er oprettet af botten PalnaBot ud fra en ekstern database. Den kan derfor have sproglige fejl eller mangler. Denne skabelon kan fjernes efter kontrol af indholdet. |

Livtag er en film instrueret af René Bo Hansen.

## Handling
I Danmark forsøger mindst tre unge hver dag at tage deres eget liv. I denne dokumentarfilm møder vi mennesker, der har haft selvmord inde på livet. Pernille, den stille pige fra Nordsjælland, Kenneth, den voldsramte Nørrebro-dreng, og Morten, den isolerede universitetsstuderende. Fælles for dem er, at de på et tidspunkt i deres liv har oplevet ensomhed og afmagt af så uoverkommelige dimensioner, at selvmord føltes som den eneste udvej. De fortæller i filmen, hvad der drev dem til så desperat en handling, og hvad de har gjort for at komme videre i livet.